# Deekshabhoomi

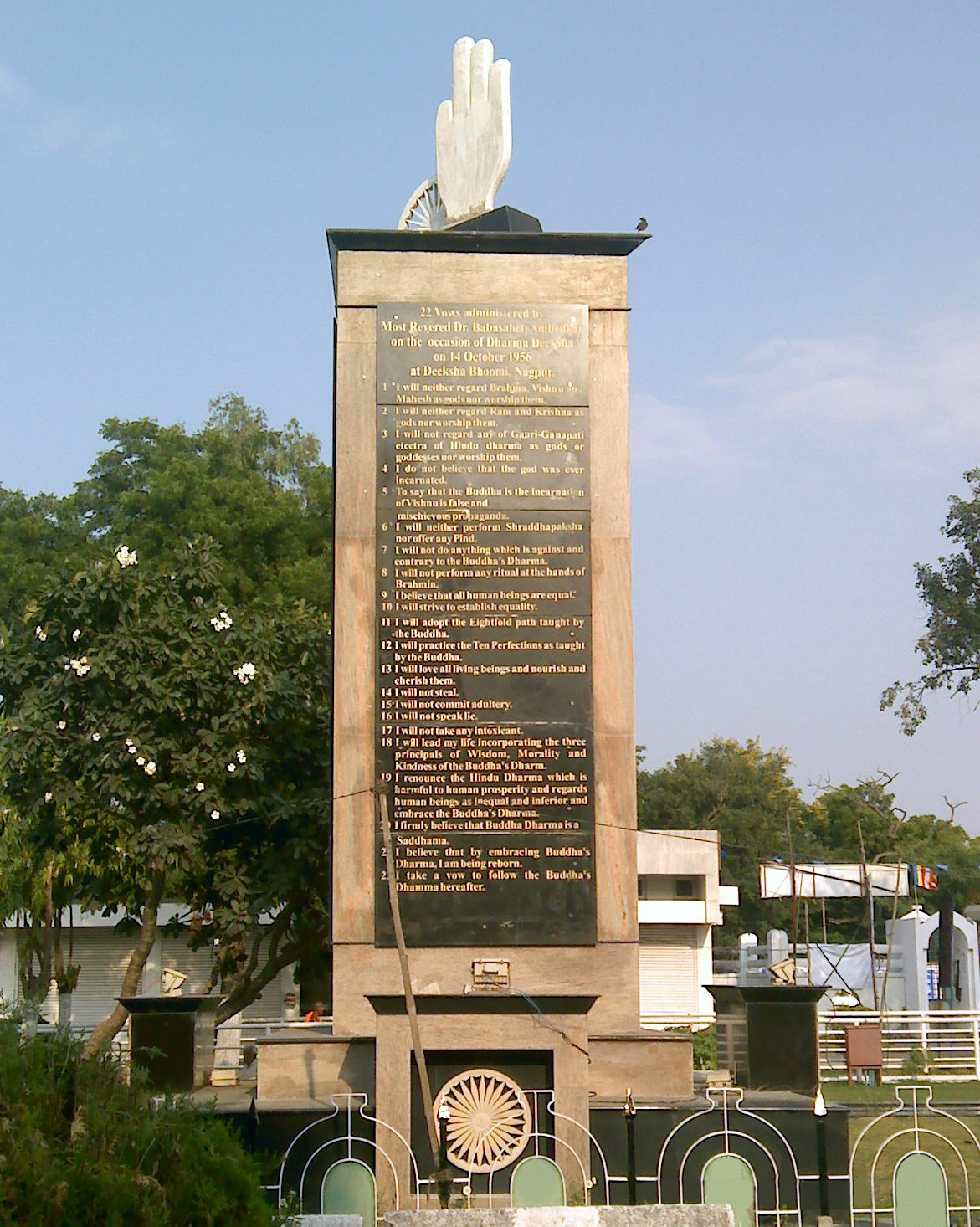
22 votos emitidos por Ambedkar en Deekshabhoom

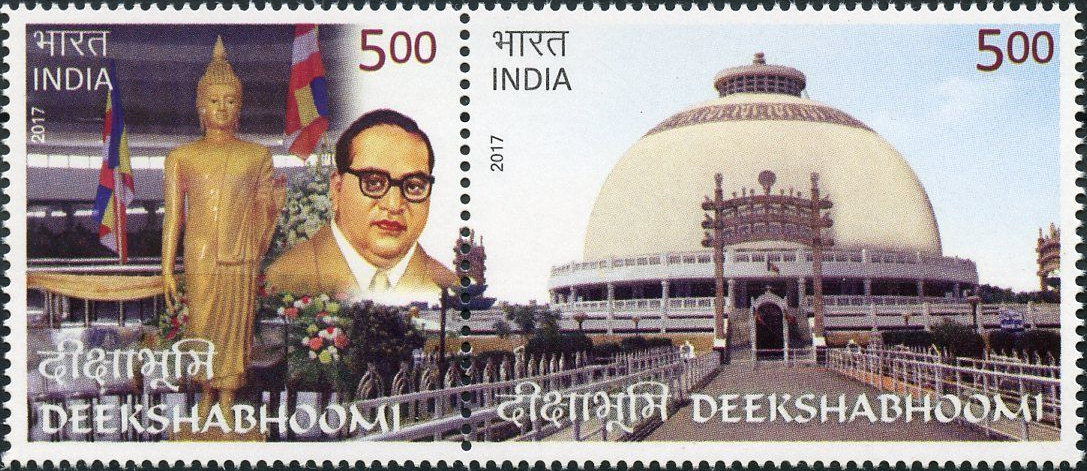
Ambedkar y Deekshabhoomi en un sello de 2017de India

Deekshabhoomi es un monumento sagrado del budismo en el lugar donde B.R. Ambedkar se convirtió al budismo junto con sus 380,000 seguidores el 14 de octubre de 1956. La conversión de Ambedkar al budismo todavía es una orientación para las masas en India.
Deekshabhoomi está situada en Nagpur, Maharashtra, una localización considerado como un centro de peregrinación del budismo en India. Miles de peregrinos visitan Deekshabhoomi cada año, especialmente en Ashok Vijaya Dashmi y el 14 de octubre. Una gran estupa está construida en ese lugar.
Deeksha literalmente significa aceptación de religión. Deeksha es al budismo como el bautismo para el Cristianismo. Bhoomi significa tierra. Literalmente Deekshabhoomi significa la tierra donde las personas se convierten budistas. Deekshabhoomi es uno de los dos lugares de gran importancia de Ambedkar, otro es Chaityabhoomi en Mumbai.
Deekshabhoomi es famoso por su bella arquitectura e importancia histórica. Es también uno de los centros principales de turismo en India.